# خب کیک بخورند!

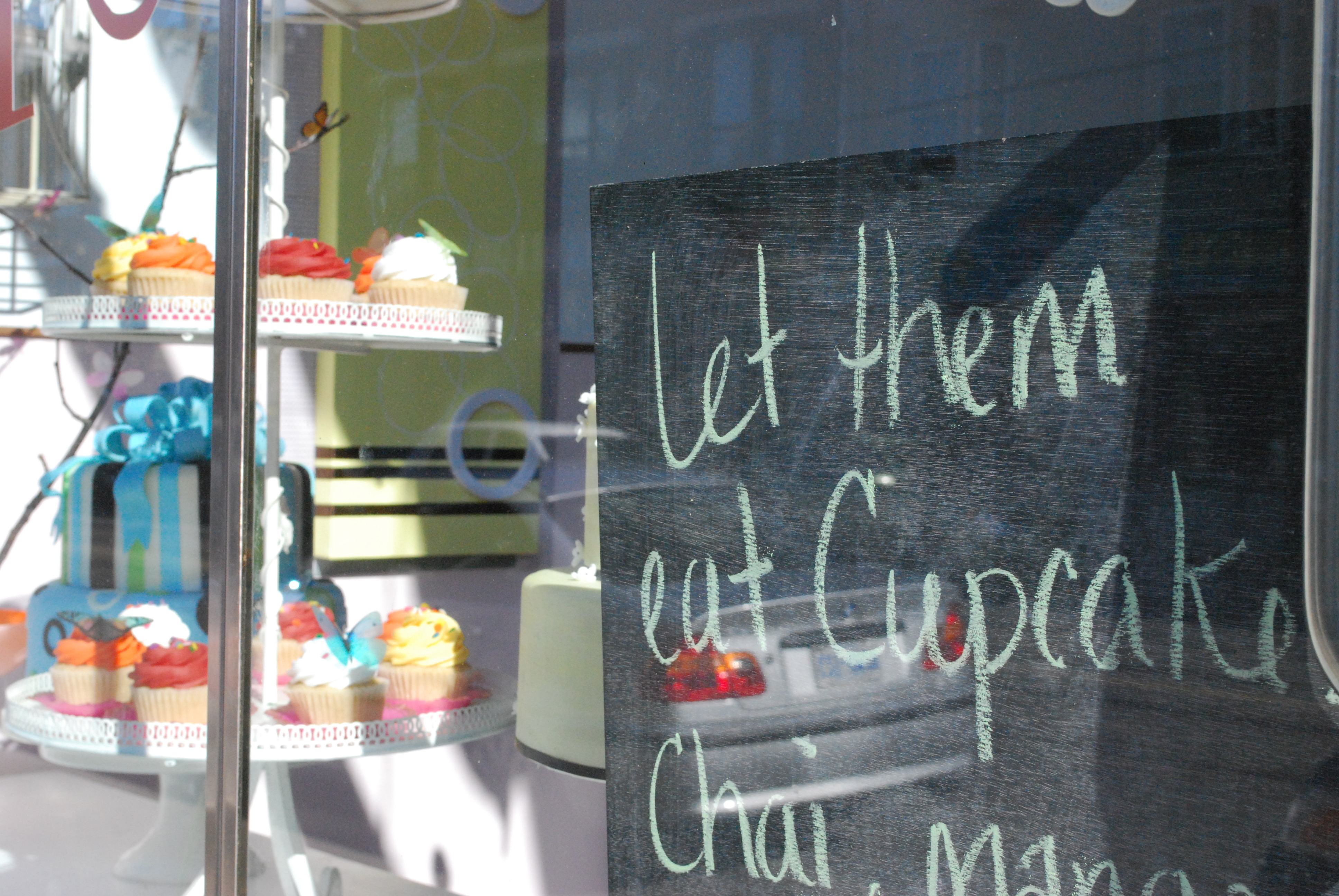
کیکثثفثفثف

خب کیک بخورند! یا خب شیرینی بخورند! (به فرانسوی: Qu'ils mangent de la brioche) نقل‌قولی منتسب به ماری آنتوانت است که وقتی به او گفته شد «مردم نان ندارند»، این جمله را بر زبان آورد. البته مدرکی مبنی بر این انتساب وجود ندارد.